# Гірнича промисловість Єгипту
Гірнича промисловість Єгипту
Гірнича промисловість в країні розвивається і на початку XXI ст. має позитивну динаміку.

## Окремі галузі
Нафта і газ. З 1983 по 1996 щорічне виробництво сирої нафти збільшилося з 32,2 до 45 млн т, виробництво природного газу за той же період зросло більш ніж в 4 рази — з 2,6 до 11,3 млн т. н. е. У 1992 частка нафти в експорті становила 51%. У 2001 р нафта і газ забезпечують понад 50% експорту і приблизно 8,5% ВВП.
Видобуток сирої нафти і конденсату в 2001 р в Єгипті становив 780–750 тис. бар./добу. Майже 80% видобутку нафти здійснювали поблизу Суецу. Дослідження вели на полях в Західній Пустелі та біля узбережжя Червоного моря [Mining Annual Review 2002].
За даними Egyptian General Petroleum Corporation, у 2002 р. видобуток нафти в Єгипті становив 630 тис. бар./добу, що на 1,8% менше в порівнянні з рівнем 2001 р. Видобуток конденсату зріс на 9%, до 87402 бар./добу, виробництво зріджених нафтових газів знизилося на 8,2%, до 5570 бар./добу. Видобуток газу (товарний) зріс у середньому до 73 млн куб.м/добу проти 67.35 млн куб.м/добу в 2001 р [Petroleum Economist. 2003. V.70].
Природний газ. У 2003 р реалізовано перший в Єгипті завершений проєкт освоєння морських родовищ: компанія Burullus Gas Co. якій належить концесійний блок West Delta Deep Marine в дельті Нілу, почала видобуток газу на родовищах Скараб і Саффрон, розташованих за 120 км північніше Александрії. Компанія Burullus являє собою СП в складі BG-Egypt SA (25% участі), Edison International SPA (25%) і Egyptian General Petroleum Co. (50%). До 2006 р. BG планує отримувати зі своїх родовищ в цьому районі до 40% газу, що добувається в Єгипті [Oil and Gas Journal. 2003. V.101].
З 2003 р. Єгипет стає країною-експортером природного газу. В червні 2003 намічено запуск газопроводу Єгипет-Йорданія довжиною 370 км. Планується постачання єгипетського газу в Ліван і Сирію. Початкова пропускна спроможність газопроводу Єгипет-Йорданія — 1.1 млрд м³ на рік, а до 2011 р. вона зросте до 2.3 млрд м³ на рік. Є перспективи продовження труби з Сирії в Туреччину, а також на Кіпр. Крім трубопровідного постачання, Єгипет стає експортером істотних об'ємів СПГ — до 10 трлн куб.футів (в три етапи — 2005, 2006 і 2007 рр). [Нафтогазова вертикаль. 2003. № 2].
Тантал. На початку XXI ст. в Єгипті розвивається танталова підгалузь. Австралійська компанія Gippsland Ltd в 2001 р. почала дослідження на танталітовому родовищі в Єгипті із запасами 48 млн т руди, що містить в сер. 274 г/т Ta[2]О[5]. Через 18 місяців після завершення досліджень на майданчику Abu Dabbab почнеться виробництво пентоксиду танталу в обсязі 926 т/рік. Згодом продуктивність може бути подвоєна (Metal Bull. — 2002. — № 8640. — Р. 8).
Компанія Tantalum Australia (50% єгипетського капіталу) володіє танталовим рудником Абу-Даббаб (Mount Abu Dabbab) і має намір побудувати в Єгипті завод з виробництва танталу. Міністерство промисловості і технологій Єгипту вибрало майданчик для заводу за 19 км від рудника і за 6 км від узбережжя Червоного моря.
Золото. Компанія Centamin Egypt Ltd (колишня Centamin NL) через допоміжну компанію Pharaoh Gold Mines NL має три золотодобувні концесійні площі Sukari, Barramiya і Abu Marawat/Hamama в Східній Пустелі. Здійснюється золотодобувний проєкт Sukari в Східній Пустелі, біля Marsa Alam на узбережжі Червоного Моря. Ресурси родов. 11 млн т руди з вмістом 1.73 г/т Au. Компанія Centamin має угоду з Egyptian Geological Survey and Mining Authority (EGSMA) про виконання гірничих робіт на зазначених площах протягом 30 років.
Інші корисні копалини. У невеликих обсягах розробляються багаті поклади фосфоритів західного узбережжя Червоного моря, а на території Синайського п-ова — марганцю. В оазі Бахарія ведеться розробка залізняку.
Фосфоритне підприємство Abu Tatur, північно-західніше від El Kharga, планує продукувати 4.5 млн т/рік 31% P2O5, 2.2 млн т/рік в концентратах.

## Наукові установи. Підготовка кадрів. Друк
З 1896 р. діє Єгип. організація геол. досліджень (ЄОГД). Підготовка інженерів-геологів ведеться в Каїрському університеті, інженерів-нафтохіміків — в проф.-тех. закладах. У Є. видається щорічник геол. досліджень і бюлетені про діяльність ЄОГД.